# Речица (Житорађа)
Речица је насеље у Србији у општини Житорађа у Топличком округу. Према попису из 2022. било је 772 становника (према попису из 1991. било је 824 становника).

## Демографија
У насељу Речица живи 594 пунолетна становника, а просечна старост становништва износи 38,9 година (38,7 код мушкараца и 39,1 код жена). У насељу има 237 домаћинстава, а просечан број чланова по домаћинству је 3,26.
Ово насеље је углавном насељено Србима (према попису из 2002. године), а у последња три пописа, примећен је пад у броју становника.
|  |

| Демографија | Демографија | Демографија |
| Година      | Становника  | Становника  |
| ----------- | ----------- | ----------- |
| 1948.       | 666         |             |
| 1953.       | 914         |             |
| 1961.       | 916         |             |
| 1971.       | 847         |             |
| 1981.       | 910         |             |
| 1991.       | 824         | 821         |
| 2002.       | 773         | 822         |
| 2011.       | 715         |             |
| 2022.       | 772         |             |

| Етнички састав према попису из 2002.‍ | Етнички састав према попису из 2002.‍ | Етнички састав према попису из 2002.‍ | Етнички састав према попису из 2002.‍ | Етнички састав према попису из 2002.‍ |
| ------------------------------------ | ------------------------------------ | ------------------------------------ | ------------------------------------ | ------------------------------------ |
|                                      |                                      |                                      |                                      |                                      |
| Срби                                 | Срби                                 |                                      | 646                                  | 83,57%                               |
| Роми                                 | Роми                                 |                                      | 122                                  | 15,78%                               |
| Македонци                            | Македонци                            |                                      | 2                                    | 0,25%                                |
| непознато                            | непознато                            |                                      | 3                                    | 0,38%                                |

| Година пописа     | 1948. | 1953. | 1961. | 1971. | 1981. | 1991. | 2002. |
| ----------------- | ----- | ----- | ----- | ----- | ----- | ----- | ----- |
| Број домаћинстава | 87    | 137   | 162   | 190   | 217   | 212   | 226   |

| Број чланова      | 1  | 2  | 3  | 4  | 5  | 6  | 7  | 8 | 9 | 10 и више | Просек |
| ----------------- | -- | -- | -- | -- | -- | -- | -- | - | - | --------- | ------ |
| Број домаћинстава | 24 | 69 | 33 | 46 | 22 | 17 | 10 | 3 | 0 | 2         | 3,42   |

| Пол    | Укупно | Неожењен/Неудата | Ожењен/Удата | Удовац/Удовица | Разведен/Разведена | Непознато |
| ------ | ------ | ---------------- | ------------ | -------------- | ------------------ | --------- |
| Мушки  | 312    | 69               | 218          | 24             | 1                  | 0         |
| Женски | 310    | 32               | 225          | 42             | 6                  | 5         |
| УКУПНО | 622    | 101              | 443          | 66             | 7                  | 5         |

| Пол    | Укупно                    | Пољопривреда, лов и шумарство | Рибарство                            | Вађење руде и камена | Прерађивачка индустрија       |
| ------ | ------------------------- | ----------------------------- | ------------------------------------ | -------------------- | ----------------------------- |
| Мушки  | 147                       | 11                            | 0                                    | 0                    | 40                            |
| Женски | 35                        | 10                            | 0                                    | 0                    | 11                            |
| УКУПНО | 182                       | 21                            | 0                                    | 0                    | 51                            |
| Пол    | Производња и снабдевање   | Грађевинарство                | Трговина                             | Хотели и ресторани   | Саобраћај, складиштење и везе |
| Мушки  | 1                         | 52                            | 7                                    | 0                    | 15                            |
| Женски | 0                         | 0                             | 9                                    | 0                    | 0                             |
| УКУПНО | 1                         | 52                            | 16                                   | 0                    | 15                            |
| Пол    | Финансијско посредовање   | Некретнине                    | Државна управа и одбрана             | Образовање           | Здравствени и социјални рад   |
| Мушки  | 1                         | 0                             | 10                                   | 2                    | 1                             |
| Женски | 0                         | 1                             | 0                                    | 0                    | 2                             |
| УКУПНО | 1                         | 1                             | 10                                   | 2                    | 3                             |
| Пол    | Остале услужне активности | Приватна домаћинства          | Екстериторијалне организације и тела | Непознато            | Непознато                     |
| Мушки  | 1                         | 0                             | 0                                    | 6                    | 6                             |
| Женски | 0                         | 0                             | 0                                    | 2                    | 2                             |
| УКУПНО | 1                         | 0                             | 0                                    | 8                    | 8                             |